# Platylepis
Genre
Platylepis est un genre de plantes de la famille des orchidées.

## Liste d'espèces
Selon Catalogue of Life (26 octobre 2017) :
- Platylepis bigibbosa H.Perrier
- Platylepis bombus J.J.Sm.
- Platylepis commelynae (Lindl.) Rchb.f.
- Platylepis constricta (J.J.Sm.) J.J.Sm.
- Platylepis densiflora Rolfe
- Platylepis geluana (Schltr.) Schuit. & de Vogel
- Platylepis glandulosa (Lindl.) Rchb.f.
- Platylepis grandiflora (Schltr.) Ormerod
- Platylepis heteromorpha Rchb.f.
- Platylepis intricata Schuit. & de Vogel
- Platylepis lamellata Schltr.
- Platylepis margaritifera Schltr.
- Platylepis occulta (Thouars) Rchb.f.
- Platylepis polyadenia Rchb.f.
- Platylepis rufa (Frapp.) Schltr.
- Platylepis tidorensis J.J.Sm.
- Platylepis viscosa (Rchb.f.) Schltr.
- Platylepis xerostele Ormerod
- Platylepis zeuxinoides Schltr.

Selon Tropicos (26 octobre 2017) (Attention liste brute contenant possiblement des synonymes) :
- Platylepis angolensis (Welw. ex Rchb. f.) T. Durand & Schinz
- Platylepis australis Rolfe
- Platylepis bigibbosa H. Perrier
- Platylepis bombus J.J. Sm.
- Platylepis brasiliensis Kunth
- Platylepis capensis Kunth
- Platylepis commelynae (Lindl.) Rchb. f.
- Platylepis constricta (J.J. Sm.) J.J. Sm.
- Platylepis densiflora Rolfe
- Platylepis dioica Steud.
- Platylepis engleriana Kraenzl. ex Engl.
- Platylepis glandulosa (Lindl.) Rchb. f.
- Platylepis grandiflora (Schltr.) Ormerod
- Platylepis guianensis Nees
- Platylepis heteromorpha Rchb. f.
- Platylepis humicola Schltr.
- Platylepis lamellata Schltr.
- Platylepis leucocephala Nees
- Platylepis margaritifera Schltr.
- Platylepis morrisonii Schltr.
- Platylepis nyassana Schltr.
- Platylepis occulta (Thouars) Rchb. f.
- Platylepis perrieri Schltr.
- Platylepis polyadenia Rchb. f.
- Platylepis rufa Schltr.
- Platylepis sechellarum S. Moore
- Platylepis talbotii Rendle
- Platylepis tidorensis J.J. Sm.
- Platylepis viscosa (Rchb. f.) Schltr.
- Platylepis xanthocephala Nees
- Platylepis xerostele Ormerod
- Platylepis zeuxinoides Schltr.